# Hemiptycha cultrata
Hemiptycha cultrata är en insektsart som beskrevs av Coquebert. Hemiptycha cultrata ingår i släktet Hemiptycha och familjen hornstritar. Inga underarter finns listade i Catalogue of Life.